# Bailey-Nunatak
Der Bailey-Nunatak ist ein 1010 m hoher Nunatak nahe der Ruppert-Küste des westantarktischen Marie-Byrd-Lands. Er ragt entlang der Nordflanke des White-Gletschers auf halbem Weg zwischen dem Partridge-Nunatak und dem Wilkins-Nunatak auf.
Der United States Geological Survey kartierte ihn anhand von Luftaufnahmen der United States Navy und eigener Vermessungen zwischen 1959 und 1965. Das Advisory Committee on Antarctic Names benannte ihn nach dem US-amerikanischen Meteorologen Andrew M. Bailey, der 1963 auf der Byrd-Station tätig war.